# Poroina, Mehedinți
Poroina este un sat în comuna Șimian din județul Mehedinți, Oltenia, România.